# Fígols (Fígols i Alinyà)
Fígols, també anomenat Fígols d'Organyà és la capital del municipi de Fígols i Alinyà, a l'Alt Urgell. El poble, que el 2018 tenia 146 habitants, és a l'esquerra del Segre a 602 metres d'altitud. En un extrem s'hi pot trobar l'església que s'hi arriba per l'antic camí de la Séquia. El seu gentilici és figolans i figolanes. Hom creu que el topònim de Fígols podria derivar de ficulos, diminutiu de ficos (figueres).